# ENAER T-35 Pillán
El ENAER T-35 Pillán (de pillañ, un espíritu ancestral o 'volcán' en mapudungun) es un avión de instrucción básica militar fabricado por la empresa chilena ENAER.

## Diseño y desarrollo

### Antecedentes

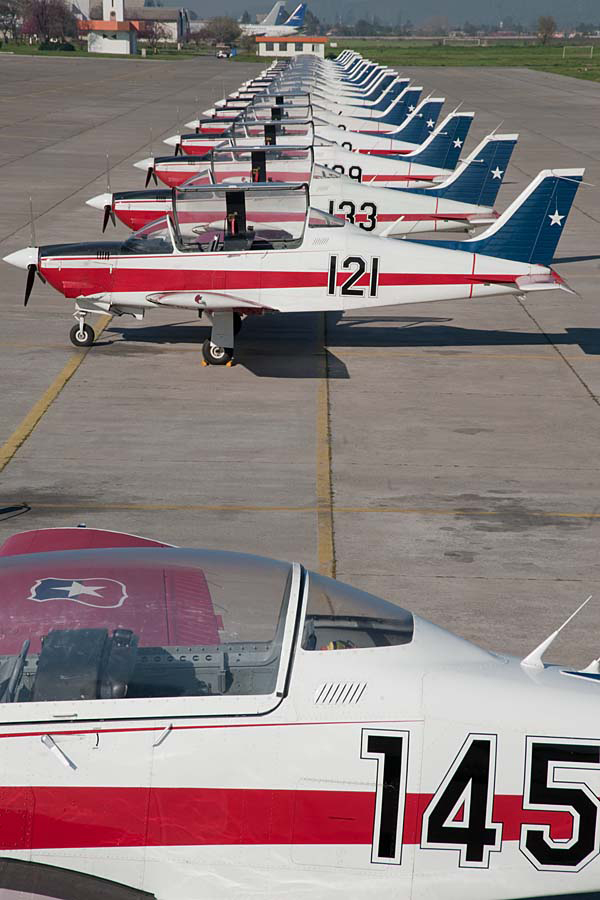
T-35 Pillán de la Fuerza Aérea de Chile.

A fines de la década de los años setenta, la Fuerza Aérea de Chile comenzó los estudios para reemplazar a su entonces entrenador básico el Beechcraft T-34 Mentor. Las alternativas eran pocas, debido al embargo aplicado a las ventas de equipo militar a Chile desde 1976 por los Estados Unidos. Tenía que ser un aparato de base civil, para que sus componentes pudiesen ser adquiridos, con potencial para ser adaptado después a las tareas de entrenamiento de pilotos militares. Piper Aircraft se adjudicó la realización del proyecto T-35 Pillán mediante dos prototipos, denominados XBT e YBT, que nunca vieron la luz. Posteriormente, INDAER propuso dos nuevos prototipos, que finalmente se convirtieron en la génesis de lo que es hoy el T-35 Pillán, y el 21 de marzo de 1979 comienza oficialmente el proyecto.

### Desarrollo
En 1980, el ingeniero en aeronáutica Fritz Dreyer, que posteriormente se convertiría en general de la FACh (Fuerza Aérea de Chile), planeó lo que se volvería un símbolo de la institución. Su fabricación se basa en componentes de aeronaves ya existentes; por ejemplo, el diseño de los bordes de ataque de las alas corresponden al Piper Dakota PA-28, mientras que el tren de aterrizaje, el larguero principal del ala y el borde de fuga provienen del Piper PA-32R Saratoga.
El 6 de marzo de 1981 realiza su primer vuelo el primer prototipo, construido en la fábrica Piper en Lakeland, Florida; este prototipo (c/n 28R-300-01) llega a Chile a principios de 1982. Lamentablemente, el prototipo resulta destruido el 26 de febrero de 1982 en un vuelo de exhibición previo a la Feria Internacional del Aire 1982; en dicho accidente perece el piloto de la aeronave.

### Diseño
Consolidado como un avión de instrucción militar, el T-35 es un avión de instrucción primaria, convencional, con asientos tándem, excelente régimen de ascenso y con características totalmente acrobáticas, que le dotan de una gran maniobrabilidad. El Pillán es un avión capaz de despegar con 2900 libras, realizar acrobacias e incluso aterrizar con el mismo peso, sin verse limitado de ninguna forma; lo que lo convierte en el mejor sistema de instrucción y vigilancia. Asimismo, el coste de la hora de vuelo en el Pillán es muy bajo, lo que le permite una operatividad constante en cualquier cielo del mundo. Entre los sistemas que posee, están un motor Lycoming de 300 hp de inyección y cilindros opuestos, que es sumamente conocido y fiable, al igual que su tren de aterrizaje de tipo triciclo y su hélice tripala Hartzel con velocidad constante, modelo HC-C3YR-4BF/FC7663 R de 1,95 a 1,98 m. 
El T-35 Pillán se caracteriza por ser un avión fiable, que queda de manifiesto en los diferentes vuelos demostrativos realizados a través del mundo. La aeronave ha alcanzado las 200 000 horas de vuelo, cumpliendo además una destacada participación en diferentes salones aeronáuticos de fama internacional tales como Le Bourget, Farnborough y FIDAE.
En la Escuela de Aviación Capitán Manuel Ávalos (Escuela matriz de la FACh), el Pillán se incorporó en reemplazo del Beechcraft T-34 Mentor en 1985.

### Exportación

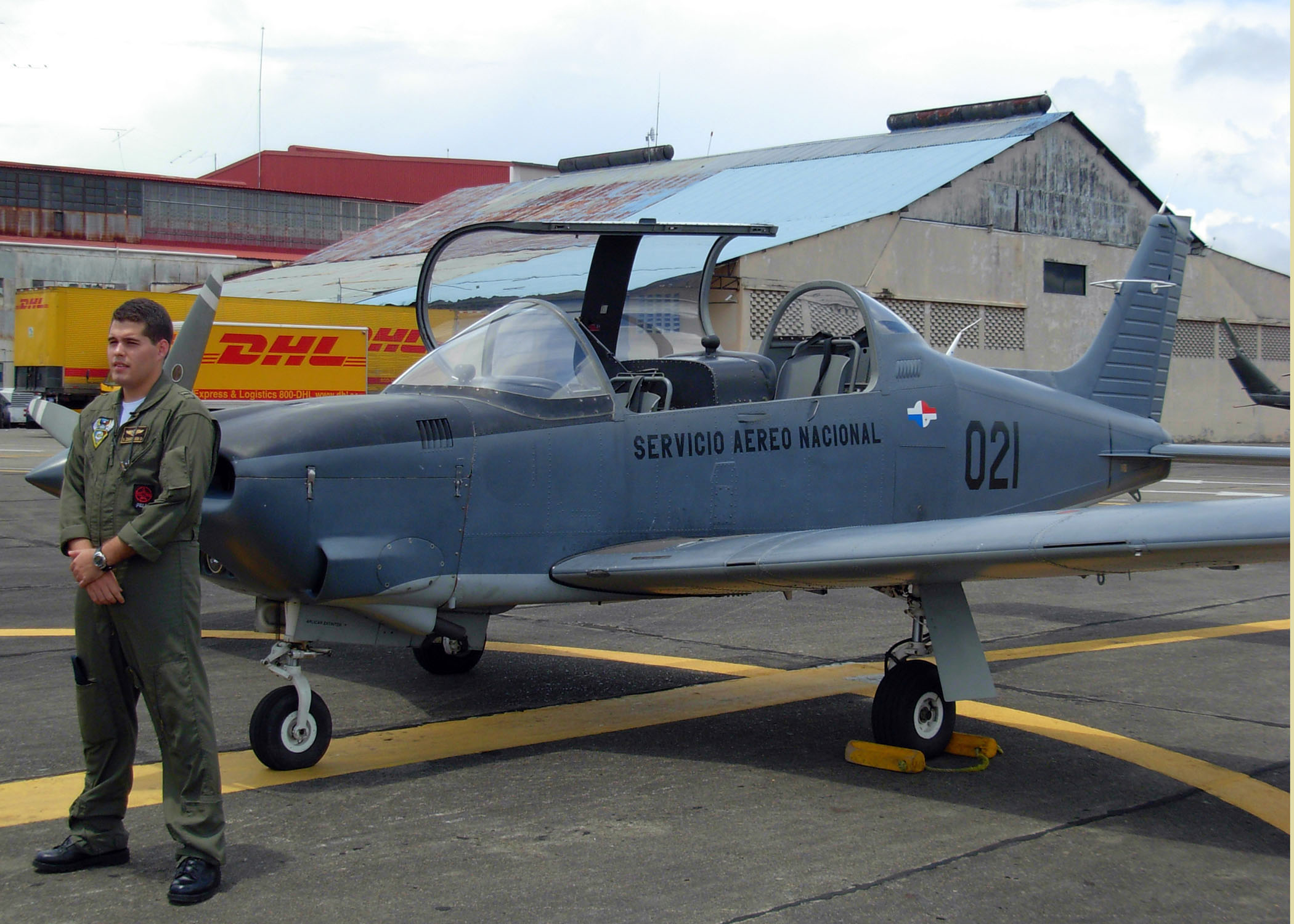
Un T-35 Pillán del Servicio Nacional Aeronaval de Panamá.

El T-35C Pillán se ofrece actualmente en el mercado internacional como un sistema integral de entrenamiento (incluyendo simulador de vuelo y preparación de pilotos instructores y mecánicos), cuyas características aerodinámicas y mecánicas le permiten operar en misiones de patrulla, búsqueda y rescate en áreas terrestres y marítimas, entre ellas el Canal de Panamá.
Su exportación se inició en 1985, cuando se prepararon 41 T-35C para el Ejército del Aire de España, que sirven con la designación E.26 Tamiz en la Academia General del Aire. También lo han adquirido el Servicio Nacional Aeronaval de Panamá y las Fuerzas Aéreas de Paraguay, El Salvador, Guatemala, República Dominicana y la Armada del Ecuador.
EADS, el mayor consorcio aeronáutico europeo, incorporó en su red de marketing el avión Pillán, para comercializarlo en otras regiones del mundo. Esto implicó un constante proceso de evolución y adaptación del avión a los requerimientos de los nuevos clientes. Hoy presenta una mejor distribución en la cabina, cambios ergonométricos y moderna tecnología para navegación y vuelo instrumental, aumentándose los márgenes de seguridad del piloto respecto a los inicios de la aeronave en los comienzos de los años 80.
Así, para mejorar constantemente a través del tiempo, permanentemente ingenieros y pilotos de la Empresa Nacional de Aeronáutica de Chile (ENAER), en contacto con los operadores de Pillán a través del mundo, estudian las eventuales modificaciones y cambios que se le deben realizar al avión para satisfacer los particulares requerimientos de las diferentes fuerzas armadas.
En la ceremonia de entrega de una nueva aeronave de instrucción T-35 Pillán por parte de la Empresa Nacional de Aeronáutica (ENAER) a la Fuerza Aérea de Chile, desarrollada en la Base Aérea El Bosque y presidida por el Comandante en Jefe de la FACh, General del Aire Jorge Rojas Ávila, que asistió acompañado de parte del Alto Mando Institucional, el director Ejecutivo de ENAER, General de Brigada Aérea (I) Henry Cleveland Cartes señaló que "este avión reforzará la flota donde las futuras generaciones de aviadores militares aprenderán a volar e introducirse en el completo y tecnológico mundo del arma aérea". Agregó que “con esta entrega, ENAER ha completado 134 aviones Pillán construidos y en los próximos meses entregaremos cinco aeronaves que se encuentran en línea de montaje”.

## Versiones

### T-35A, T-35B, T-35C, T-35D
El T-35A corresponde a la versión original de los dos primeros prototipos (fueron fabricados artesanalmente en Estados Unidos), el primero denominado XBT y el segundo, YBT, entregados en 1981 a la Fuerza Aérea de Chile; luego se desarrollaron y fabricaron en Chile la mayor parte de la primera camada de aviones, siendo el primero entregado en 1982 a cargo del Ala de Mantenimiento de la Fuerza Aérea de Chile.
El T-35B es básicamente el mismo avión, pero se le agregó la aviónica necesaria para cumplir con la labor de entrenador de vuelo instrumental. El pedido inicial fue por 20 unidades.
El T-35B(E) es la versión modernizada de los T-35A y T-35B de la Fuerza Aérea Paraguaya, bajo un contrato de 6,8 millones de dólares firmado el 17 de agosto de 2022 en Luque. ENAER reemplazó la aviónica analógica por el sistema GPS/COM táctil Garmin GTN-650Xi, realizó mantenimiento mayor y añadió unas 4000 horas de vida útil por célula; de los seis aparatos previstos, uno fue descartado por daños y los cinco restantes se entregaron en tres tandas (FAP 0108 y 0109 el 28 de agosto de 2023, FAP 0102 y 0107 el 26 de julio de 2024, y FAP 0104 el 25 de junio de 2025). Tras vuelos de aceptación en El Bosque y cruces de la cordillera hasta la base de Concepción, Paraguay se consolidó como primer operador regional del estándar B(E).   
El T-35C corresponde a la última versión que actualmente se está fabricando, siguiendo las solicitudes del Ejército del Aire de España, que lo denominó posteriormente E.26 Tamiz.
Hoy por hoy el T-35C ha integrado mayores comodidades para los pilotos, como un sistema de aire acondicionado, con el que es posible operar de mejor manera durante largos periodos de entrenamiento.
El T-35D es la denominación dada a los aviones que fueron reacondicionados para Panamá, ya que, después de su compra, uno de ellos se precipitó al mar con consecuencias fatales. Con esto se suspendió su uso y fueron dejados a la intemperie, lo que produjo un rápido deterioro; sin embargo, gracias a un acuerdo entre ENAER y el gobierno panameño, los siete aviones fueron restaurados a condiciones operacionales y entregados con la denominación T-35D.
El T-35S correspondió a un Pillán monoplaza, con menor peso y construido con miras a reemplazar los Pitts S2A y S2S, que equipaban en ese entonces (1988) a la Escuadrilla de Alta Acrobacia Halcones. Originalmente era el primer Pillán de preserie ensamblado en Chile, y fue transformado a monoplaza a fines de 1987-comienzos del año siguiente. No pasó de prototipo, ya que los Halcones recibieron los Extra 300, y este avión actualmente se encuentra en el Museo Nacional Aeronáutico y del Espacio de Chile.
Actualmente, los planes de modernización para el T-35 cuentan los de integración de pantallas multifunción, como las de las aeronaves de última generación.

### Turbo Pillán
Un capítulo aparte merece esta variante, que se comenzó a estudiar apenas el Pillán demostró sus excelentes prestaciones. Fue a finales de 1985 cuando ENAER decidió materializar el proyecto, que se denominó T-35TX Aucán.
Para marzo de 1986 se tenía el primer prototipo operacional, que contaba con un motor Allison 250B-17D, que ofrecía una potencia de 420 CV contra los 300 CV de su contraparte de pistón, y, en consecuencia, las cualidades de la aeronave se veían incrementadas.
Sin embargo, no obtuvo compradores, y el Aucán fue desguazado y entregados sus restos a un colegio técnico de Santiago.
Posteriormente, un tercer prototipo vio un rediseño general, cambiando su cubierta de la carlinga para obtener una visibilidad mayor aún y el morro también fue modificado; a esta nueva versión se le ha denominado simplemente T-35DT Turbo Pillán. En marzo de 2000 batió el récord de velocidad para aviones de su categoría, alcanzando los 382,5 km/h. La marca fue reconocida por la Federación Aeronáutica Internacional. Con este aparato, durante el año 2003 se realizaron pruebas de un dispositivo FLIR, para observación en distintos espectros de luz. No obtuvo compradores y actualmente es parte de la colección de Museo Nacional de Aeronáutica y Espacio.

### T-35 Pillán II
En 2021 ENAER puso en marcha el programa «Pillán II», presentado oficialmente en 2022 como la evolución del T-35 y concebido para sustituir a una flota con más de treinta años de servicio. Además de cubrir la necesidad de la Fuerza Aérea de Chile, el proyecto reactiva la capacidad productiva nacional tras años sin fabricar aviones, genera cientos de empleos y apunta a un mercado regional de fuerzas aéreas que deben modernizar sus entrenadores.  
La nueva plataforma aérea incluye varias mejoras como una cabina de cristal (glass cockpit), mandos HOTAS, fibra de carbono en su estructura y tanques subalares.  

## Operadores
Chile

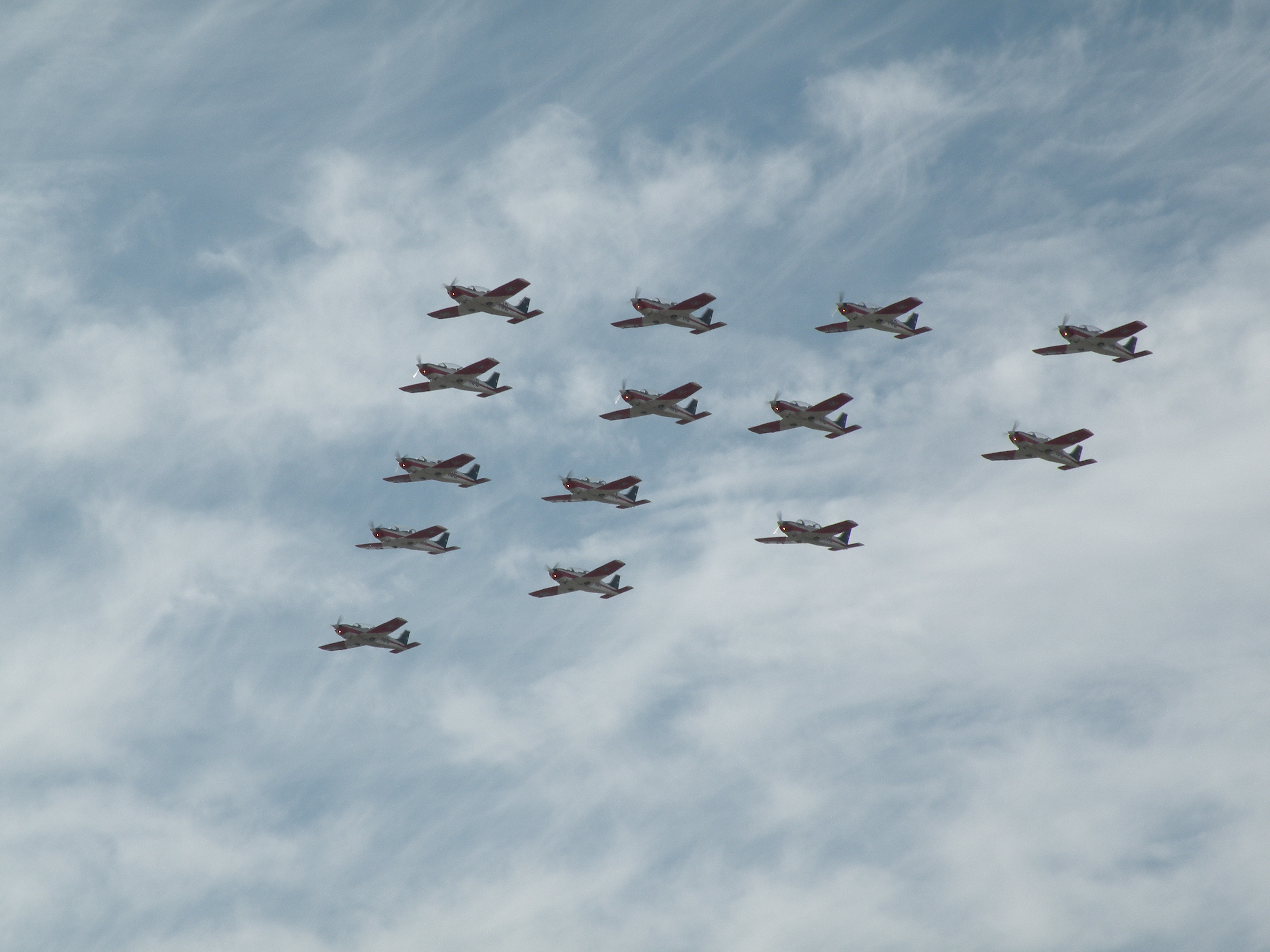
Una formación de 14 T-35 Pillán de la Fuerza Aérea de Chile sobre Santiago en 2009.

- Fuerza Aérea de Chile: opera 24 aviones.

 Ecuador
- Armada del Ecuador: opera 14 aviones; 10 T-35A y 4 T-35B.

 El Salvador
- Fuerza Aérea de El Salvador: opera 4 aviones; 1 T-35A y 3 T-35B. Un T-35A perdido en accidente.

 España
- Ejército del Aire de España: operaba 41 aviones T-35C Tamiz. Completó su último vuelo de enseñanza el 6 de junio de 2023.[9]

 Guatemala
- Fuerza Aérea de Guatemala: opera 12 aviones T-35B.

 Panamá
- Servicio Nacional Aeronaval: opera 7 aviones.

 Paraguay
- Fuerza Aérea Paraguaya: opera actualmente 10 aviones de los 13 originales.

 República Dominicana
- Fuerza Aérea Dominicana: opera 5 aviones T-35B.

## Especificaciones (T-35B)

### Características generales
- Tripulación: Dos (instructor y alumno)
- Longitud: 8 m (26,1 ft)
- Envergadura: 8,8 m (28,9 ft)
- Altura: 2,4 m (7,7 ft)
- Superficie alar: 12,6 m² (135,8 ft²)
- Peso vacío: 930,7 kg (2051,3 lb)
- Peso máximo al despegue: 1438 kg (3169,4 lb)
- Planta motriz: 1× motor bóxer de 6 cilindros refrigerado por aire Avco Lycoming AEIO-540-K1K5.
  - Potencia: 224 kW (309 HP; 305 CV)
- Hélices: Tripala Hartzel con velocidad constante modelo HC-C3YR-4BF/FC7663 R
- Diámetro de la hélice: 1,95 a 1,98 m (6,39 a 6,49 pies)

### Rendimiento
- Velocidad máxima operativa (Vno): 445 km/h (277 MPH; 240 kt) [10]
- Techo de vuelo: 5820 m (19 094 ft)
- Régimen de ascenso: 9,8 m/s (1923 ft/min)

## Aeronaves relacionadas

### Aeronaves similares
- ENAER T-35 Pillan II
- Beechcraft T-34 Mentor
- Socata TB-30 Epsilon
- Fuji T-3

### Secuencias de designación
- Secuencia E._ (Aeronaves de Escuela del Ejército del Aire español, 1978-presente): ← E.22 - E.24 - E.25 - E.26 - E.27 - E.30 - E.31